# 羽裂蓝刺头
羽裂蓝刺头（学名：Echinops pseudosetifer）为菊科蓝刺头属的植物，为中国的特有植物。分布于中国大陆的河北、北京、山西等地，生长于海拔400米至700米的地区，见于山坡，目前尚未由人工引种栽培。